# Казахстански праг
Казахстански праг или Саријарка (казашки: Сарыарқа у значењу "Жута крајина") је велики пенеплен (нискорељефна долина настала у мезозоику, пре око 250 милиона година) која се протеже кроз средишња и источна подручја Казахстана. Састоји се од ниских планина (Каркарали и Алтајске планине) и уздигнутих долина концентрираних око сланих језера као што је Тенгиз, те поседује велике наслаге угља на северу и бакра на југу. Ту се налази наколико градова, од којих је и Астана, престоница Казахстана. 
Клима је континентална с просечном количином падавина од 100-300 мм годишње. Због тога су реке ретке, а потоци теку већином лети. На северу га прекрива сунцем спаљена вегетација степе, због чије боје је добио име "жута крајина", а на југу се налази полу-пустиња, док су планински обронци прекривени шумом борова.
Његових преко 450.000 ха укључује и влажна подручја која су кључне точке заустављања и раскршће на средишњем путу морских птица селица из Африке, Европе и Јужне Азије (као што су сибирски бели ждрал, далматински пеликан и Паласов орао рибар) према њиховим расплодним местима у западном и источном Сибиру. Ретке врсте птица али и друге угрожене животиње, као што су Азијски гепард и Сајга, још увек живе у степском подручју од око 200.000 ха.
Део Казахстанског прага са степама и језерима је уписан на УНЕСКО-в Списак места Светске баштине у Азији и Аустралазији 2008. године као једина природна Светска баштина у Казахстану. Заштићена подручја су: Парк дивљине Саријкопа, Национални резерват Наурзум (слика десно), Нарусум-Карагаy и Терсек-Карагаy.